# 林肯站 (内布拉斯加州)
林肯車站（英語：Lincoln station）為位於內布拉斯加州首府林肯市的已廢棄鐵路車站。原車站位於市區“乾草市場區”（Hey Market）西側，曾為芝加哥，伯靈頓和昆西鐵路公司車站。2012年由於體育館的建設，鐵路改道，在原車站南新建林肯車站。原站房則繼續保留做商業用途。
原林肯車站站房為芝加哥，伯靈頓和昆西鐵路公司於1926年建造，以取代原站房。雖然從建成起一直以“伯靈頓車站”或“林肯車站”稱呼，但實際上有多家公司的列車停靠。20世紀60至70年代鐵路大衰退後，美鐵繼續使用車站部分設施以及3號月台。車站大樓其餘空間用於BNSF公司林肯辦事處的辦公室以及出租承辦宴會。原1號月台保留部分路軌於貨車用於靜態展示，但於2012年被撤除。原龐大的月台區和地下通道亦被拆毀。

## 外部連結
- Lincoln Amtrak Station (USA RailGuide -- TrainWeb) （页面存档备份，存于）

40°48′54″N 96°42′41″W / 40.8151°N 96.7114°W